# 平田満
平田 満（ひらた みつる、1953年11月2日 - ）は、日本の俳優。愛知県豊橋市出身。アルファエージェンシー所属。妻は女優の井上加奈子。愛知県立時習館高等学校卒業、早稲田大学第一文学部中退。穂の国とよはし芸術劇場PLAT芸術文化アドバイザー。

## 人物・来歴
大学1年生時に早稲田大学の学生劇団で人気を得ていた知念正文主宰の「劇団暫（げきだん しばらく）」に入団し、つかこうへいと出会う（当時、母体とする劇団を持たなかったつかの作品を同劇団は知念と向島三四郎の演出で公演していた）。ここでつか劇団の仲間となる長谷川康夫や夫人となる井上加奈子らと出会った。1974年、劇団「つかこうへい事務所」旗揚げに参加。初期作から、つかが個人的に事務所を立ち上げ、「難解で下世話で狂気と正気スレスレながら義理人情を前面に押し出した」作品群までほとんどの作品に出演し、加藤健一、根岸とし江、大津あきら、風間杜夫、三浦洋一、重松収らとその屋台骨を支えた。劇団解散後は、舞台・映画・テレビなどで数多く活躍する。1982年、深作欣二監督による『蒲田行進曲』の村岡安次役に抜擢され、演技力が高く評価される。1983年、同役で日本アカデミー賞最優秀主演男優賞、報知映画賞最優秀主演男優賞など数多くの賞を受賞。2001年、舞台「ART」「こんにちは、母さん」で、読売演劇大賞最優秀男優賞を受賞。

## 出演

### テレビドラマ

#### NHK
- 壬生の恋歌（1983年、NHK大阪） - 野口健司 役
- 銀河テレビ小説（総合）
  - つかこうへいのかけおち'83（1983年7月25日 - 1983年7月29日） - 松田
  - 黒潮に乾杯!(1989年)
- ドラマ人間模様（総合）
  - 愛と砂丘の街（1983年、NHK大阪） - 栗谷昭 役※ドラマ初主演作
  - シャツの店（1986年） - 里見昭夫 役
- 好色一代男 おらんだ西鶴（1985年10月19日、総合） - 其角 役
- 大河ドラマ（総合）
  - 独眼竜政宗（1987年） - 鈴木元信 役
  - 翔ぶが如く（1990年） - 大村益次郎 役
  - 平清盛（2012年） - 高階基章 役
  - 花燃ゆ（2015年） - 山根文季 役
  - 西郷どん（2018年） ‐ 大久保利世 役
  - 青天を衝け（2021年） - 川路聖謨 役
- NHKスペシャル「幕末転勤物語　150年前の家族日記」（1989年5月14日、総合） - 渡部勝之助
- 連続テレビ小説（総合）
  - 君の名は（1991年） - 水沢謙吾
  - 純情きらり（2006年） - 小林医師
  - 芋たこなんきん（2007年） - 野村寛司
  - エール（2020年） ‐ 打越金助
  - 虎に翼（2024年） - 星朋彦[4]
- 土曜ドラマ（総合）
  - 新十津川物語（1992年） - 中崎庄作
  - 秋の一族（1994年） - 春口時男
  - 鏡の調書 天使が街にやってきた（1995年）
  - 夫婦善哉（2013年） - 番頭
  - 芙蓉の人〜富士山頂の妻（2014年） - 野中勝良
- チンチン電車（1993年9月15日、総合） - 宇土幸治
- ドラマ新銀河（総合）
  - いつか花嫁（1993年）- 手島国夫
  - 京都発・ぼくの旅立ち（1996年、NHK大阪） - 氾文大
- 清左衛門残日録（1993年、総合） - 船越喜四郎
- なんだか人が恋しくて（1994年、NHK名古屋）
- 大地の子（1995年、総合） - 吉丸
- とおりゃんせ〜深川人情澪通り（1995年、総合） - ナレーション（最終回出演）
- 藏（1995年、総合） - 佐野武郎
- 鳥帰る（1996年5月4日、総合）
- 一絃の琴（2000年、総合） - 佐竹紋之助
- ディロン〜運命の犬（2006年 - 2008年、総合） - 浅倉孝夫
- こんにちは、母さん（2007年、総合） - 神崎昭夫
- わたしが子どもだったころ（2008年 - 2010年、総合） - 片山右京の父・野口健の父・よしもとばななの父（吉本隆明）
- チェイス〜国税査察官〜（2010年、総合） - 谷山努
- 15歳の志願兵（2010年、総合） - 笹塚清志
- 蒼穹の昴（2010年、総合） - 伊藤博文
- 妖しき文豪怪談・第1回「片腕」（2010年、総合） - 主演・私
- 特集ドラマ 風をあつめて（2011年、総合）
- TAROの塔（2011年、総合） - 大貫寅吉
- はつ恋（2012年、総合） - 蛯名徹
- とんび（2012年、総合） - ヤスの父
- 書店員ミチルの身の上話（2013年、総合） - 古川継徳
- メイドインジャパン（2013年、総合） - 宇崎英作
- 怪奇大作戦 ミステリー・ファイル（2013年、BSP） - 武藤茂明
- お父さんは高校生（2014年、BSP） - 主演・杉尾好男
- 金とくスペシャル 名古屋発!生放送ドラマ「喜劇 娘が嫁ぐ日」[5]（2014年、NHK名古屋） - 丹羽恭太郎 役
- 鵜飼いに恋した夏（2014年、BSP） - 立花泰治
- 紅雲町珈琲屋こよみ（2015年、総合）[6]
- 愛おしくて（2016年、総合） - 山崎吉夫
- 植物男子ベランダー SEASON3（2016年、BSP） - 荻原隆
- 伝七捕物帳（2016年、BSP） - 吉蔵
- 昔話法廷（2016年、Eテレ） - 辻幸作（弁護人）[7]
- 忠臣蔵の恋〜四十八人目の忠臣〜（2016 - 2017年、総合） - 勝田元哲
- 幕末グルメ ブシメシ!（2017年、BSP・総合） - 宇治井平三
- 昭和元禄落語心中[8]（2018年、総合） - 七代目・有楽亭八雲 役
- 黄色い煉瓦〜フランク・ロイド・ライトを騙した男〜（2019年、BSP・総合） ‐ 寺内信一 役
- ディア・ペイシェント〜絆のカルテ〜（2020年、総合・BS4K） - 蓮見勇夫 役
- 今度生まれたら（2022年、BSP・BS4K） - 島田芳彦 役
- ふたりのウルトラマン（2022年、BSP） - 上原正三（60歳） 役
- 柚木さんちの四兄弟。（2024年、総合） - 柚木勲 役

#### 日本テレビ系
- 火曜サスペンス劇場
  - 「穴」（1986年）
  - 「ウェディング・ベル」（1986年）- 古川信宏
  - 「悪夢の花嫁」（1987年）- 平山信彦
  - 「深く埋めて」（1987年、PDS） - 佐々木健一
  - 「絵を買う女」（1989年8月22日）- 佐々木正高
  - 「漁火の女」（1990年9月25日）- 森本勝行
  - 「わが町」（1992年 - 1998年） - 向井春雄
  - 「掏摸（スリ）」（1993年1月5日、東映） - 土橋
  - 「女検事・霞夕子」（1994年 - 1996年・2001年、ユニオン映画） - 山野一平
  - 「幸せの幻影」（2001年7月24日、近代映画協会） - 中村行雄
  - 「刑事鬼貫八郎15 愛の軌跡」（2003年6月17日、国際放映） - 木原二郎
  - 「事件記者・三上雄太2」（2005年5月3日、松竹） - 高村史朗
  - 「那須・四季通信」（2005年8月16日、近代映画協会） - 荒井亮介
- 誇りの報酬「二人だけの非常線」（1986年） - 小沢栄三
- 田原坂（1987年） - 西郷吉二郎
- レッツ・ゴー!永田町（2001年） - 野々村重蔵
- 死ぬかと思った（2006年） - 環境科学省大臣
- ツナガルココロ 〜3つの愛の物語〜（2007年、中京テレビ） - 佐藤武彦
- 20世紀少年（2009年） - 着流しの男
- 高校生レストラン（2011年） - 岩瀬厚一
- 金曜スーパープライム「犬の消えた日」（2011年） - 多岐作蔵
- 妖怪人間ベム（2011年） - 和久井忠雄
- 知らなくていいコト（2020年） ‐ 高村弁護士
- ケイ×ヤク -あぶない相棒-（2022年） - 山田悟
- リバーサルオーケストラ（2023年） - 穂刈良明 [9]

#### TBS系
- 三男三女婿一匹（第2シリーズ・1978年） - 長嶋久
- 想い出づくり。（1981年）- 古屋
- 外科医 城戸修平（1983年） - 滝一作
- 松本清張ドラマスペシャル・夜光の階段（1983年、毎日放送） - 岡野正一
- ザ・サスペンス
  - 「団地殺人事件シリーズ」（1984年） - 山下洋介
- 月曜ドラマスペシャル
  - 「モモ子シリーズ6 芸者モモ子の復活」（1989年）
- ドラマ23
  - 「涙日記」（1988年) - 粕谷元
  - 「東京ホテル物語」（1989年）
- HOTEL 第4シリーズ 第5話「写真集モデル事件」（1995年） - 佐々木竜二
- 坊っちゃんちゃん（1996年） - うらなり
- ナンバーワン（2001年） - 森清司
- 年下の男（2003年） - 山口勇一郎
- 高原へいらっしゃい（2003年） - 本間哲郎
- 3年B組金八先生 第7シリーズ 「涙の卒業式スペシャル さよなら桜中…涙のソーラン節!」（2005年） - 裁判長
- 白夜行（2006年） - 桐原洋介
- 輪舞曲（2006年） - 小林肇
- 弁護士のくず（2006年） - 猪狩吾郎
- セーラー服と機関銃（2006年）
- 命の奇跡（2006年） - 木村勝
- オルトロスの犬（2009年） - 巽史明
- 松本清張生誕100年スペシャル・中央流沙（2009年、TBS・毎日放送） - 山田喜一郎
- 理由（2012年） - 宝井睦夫
- 走馬灯株式会社（2012年） - 今泉安彦
- 終電バイバイ（2013年） - 山本
- 月曜ミステリー劇場
  - 「陰の季節4」（2002年） - 近藤宮男
- 月曜ゴールデン
  - 「検事・沢木正夫2」（2006年） - 朝川恭次郎
  - 「おふくろ先生のゆうばり診療日記」（2008年 - 2009年） - 大田原章一
- 名もなき毒（2013年） - 梶田信夫
- ごめんね青春!（2014年） - 蜂矢善人
- 99.9-刑事専門弁護士- 第5話 (2016年） - 三枝
- ハロー張りネズミ（2017年） - 四俵乙吉
- 名奉行!遠山の金四郎（2017年 ‐ ） - 又五郎
- リコカツ 第4話 - （2021年） - 水口武史 [注釈 2]

#### フジテレビ系
- 北の国から 第23話（1981年）- 警官
- 時代劇スペシャル 風車の浜吉捕物綴1、2（1981年・1982年）- 1・留吉　2・留造
- 意地悪ばあさん 第10話「見合って見合って!の巻」（1981年） - 山口
- 流れ星佐吉（1984年、関西テレビ） - 矢部忠光
- 現代恐怖サスペンス「ししゃもと未亡人」（1987年、関西テレビ / 東映） - 日本電力の料金徴収員
- 鬼平犯科帳
  - 第2シリーズ 第15話「霧の朝」（1991年） - 桶屋の富蔵
  - 第7シリーズ 第8話「泣き味噌屋」（1997年） - 川村弥助
- 世にも奇妙な物語 シリーズ
  - 第2シリーズ「忘れられたメス」（1991年） - 永山高司
  - 第2シリーズ「佐藤・求む」（1991年）
- 主婦たちのざけんなヨIII「学問ノススメ」（1992年） - 朝倉春夫
- 仰げば尊し 第3話「さよなら…先生」（1994年）
- 忠臣蔵（1996年）- 大高源五
- ラブジェネレーション（1997年） - 黒崎武士
- 神様、もう少しだけ（1998年） - 叶野義郎
- 怪談百物語（2002年） - 善吉
- 剣客商売 第5シリーズ 第8話「鰻坊主」（2004年、松竹） - 善空
- 救命病棟24時（2005年） - 河野定雄
- 金曜プレステージ
  - 「岡部警部シリーズ」（2006年） - 白神紀男
- はだしのゲン（2007年） - 矢部医師
- SP 警視庁警備部警護課第四係（2007年） - 山西一弥
- ラスト・フレンズ（2008年） - 岸本修治
- イノセント・ラヴ（2008年） - 秋山誠太郎
- ヴォイス〜命なき者の声〜（2009年） - 今成卓見
- サマヨイザクラ（2009年） - 観音様（ホームレス）
- 誰かが嘘をついている（2009年） - 鬼塚敬二
- 卒うた（2010年） - 山崎啓一
- GOLD（2010年） - 椎名哲夫
- 鍵のかかった部屋（2012年） - 遠藤晴彦
- 東野圭吾ミステリーズ 第4話「レイコと玲子」（2012年） - 今西警部補
- ラストホープ（2013年） - 波多野邦夫
- 「黄金のバンタム」を破った男〜ファイティング原田物語〜（2014年） - 原田恒作
- 極悪がんぼ 第7話「敵は銀行 友情と涙の救出劇!」（2014年） - 本真雄作
- すべてがFになる（2014年） - 木熊京介
- デート〜恋とはどんなものかしら〜（2015年） - 谷口努 
  - デート〜恋とはどんなものかしら〜2015夏 秘湯（2015年)
- シグナル 長期未解決事件捜査班（2018年、関西テレビ）‐ 工藤雅之
- 絶対零度〜未然犯罪潜入捜査〜（2018年） - 田村薫 [11]
- アライブ がん専門医のカルテ 第7話（2020年2月20日） - 武井正弘
- イップス 第3話（2024年4月26日） - 田所万作 役[12]

#### テレビ朝日系
- さすらい刑事旅情編Ⅲ 「汚染された死体・狙われた    妹」
- ロボット110番「大追跡だよ一直線」（1977年）
- 傑作時代劇「半七捕物帳 十手無用の仮面舞踏会」（1987年） - 岡本綺堂
- 大都会25時（1987年） - 千草署刑事課刑事1係長・仙川登警部補
- 土曜ワイド劇場
  - 「殺人ダイヤルを廻した女」（1986年5月24日）
  - 「松本清張作家活動40年記念・霧の旗」（1991年） - 阿部圭一
  - 「タクシードライバーの推理日誌」（1992年 - 2016年） - 神谷雅昭警部
  - 「事件」（1999年） - 宮下孝
  - 「女刑事ふたり」（2002年） - 綿貫勇
- 白い巨塔（1990年） - 里見脩二
- 芸者小春の華麗な冒険（1991年）- 新井良夫
- 新・必殺仕事人 第22話「主水浮気する」（1981年、朝日放送） - 松永軍十郎
- 京都潜入捜査官 THE SLIPPERS（2000年）
- 丘をこえて（2001年、北海道テレビ） - 三ツ木一雄
- 松本清張没後10年記念・張込み（2002年） - 横川仙太郎
- 雨と夢のあとに（2005年）
- 愛と死をみつめて（2006年） - 院長
- 相棒 season5 第4話（2006年） - 槇原惣司
- 天国と地獄（2007年） - 青木要
- 敵は本能寺にあり（2007年） - 鉢屋晴久
- 女刑事みずき〜京都洛西署物語〜 2nd SEASON 第3話（2007年） - 江藤久
- テレビ朝日50周年ドラマスペシャル 警官の血（2009年） - 江藤淳
- 落日燃ゆ（2009年） - 近衛文麿
- 科捜研の女（2010年） - 本間茂則
- 外科医 須磨久善（2010年） - 野村高志
- 告発〜国選弁護人（2011年） - 本宮検事正
- 聖なる怪物たち（2012年）
- BORDER 警視庁捜査一課殺人犯捜査第4係（2014年） - 藤崎
- 最後の証人（2015年） - 丸山秀雄
- ドクターX〜外科医・大門未知子〜（2017年） - 三鴨寿
- ヘヤチョウ（2017年） - 沼尻聡史

#### テレビ東京系
- つか版 忠臣蔵（1982年12月31日） - 大石内蔵助
- 大江戸捜査網 第603話「泣くな妹よ! 岡っ引行進曲」（1983年） - 半次
- 月曜・女のサスペンス文豪シリーズ「残された手首」（1988年） - 村山清
- 隠密・奥の細道 第1話（SP）「水戸光圀を殺せ!」（1988年）
- 女と愛とミステリー
  - 「犯罪交渉人ゆり子2」（2002年） - 飯島英司
- 水曜ミステリー9
  - 「刑事吉永誠一 涙の事件簿5」（2007年） - 横浜港湾建設 開発部長 沢木昌哉
  - 「松本清張特別企画・不在宴会 死亡記事の女」（2008年） - 鶴原
- モリのアサガオ（2010年） - 笹野武
- 殺しの女王蜂 最終話（2013年） - Dr.モーグリ
- カサネ 第4話（2015年） - 多々良見泉天空
- ナイトヒーロー NAOTO 第8話（2016年） - 桜井署長
- バイプレイヤーズ 〜もしも6人の名脇役がシェアハウスで暮らしたら〜 第4話（2017年2月4日） - 平田満（本人役）
- ヘッドハンター（2018年） ‐ 磯田清十郎
- 日本ボロ宿紀行（2019年） ‐ 篠宮一平
- 月曜プレミア8 横山秀夫サスペンス - 田畑昭信 
  - 「沈黙のアリバイ」（2020年10月26日）
  - 「モノクロームの反転」（2020年11月9日）
  - 「第三の時効」（2021年11月29日）
  - 「ペルソナの微笑」（2023年1月23日）
- ゲキカラドウ（2020年）‐ 谷岡和彦
  - ゲキカラドウ2（2023年）[13]
- 孤独のグルメ特別編 それぞれの孤独のグルメ 第6話（2024年11月9日） - 村山幸三[14]

#### WOWOW
- そして天使は歌う ぼ◆ぼ◆僕らは正義の味方（1997年）
- パンドラ（2008年） - 朋田省吾
- ビート（2011年） - 根岸民雄
- CO 移植コーディネーター（2011年） - 竹之内慎太郎
- 闇の伴走者（2015年）[15] - 貝原章彦
- しんがり 山一證券 最後の聖戦（2015年9月20日 - 10月25日） - 能見逸郎
- 宮沢賢治の食卓（2017年6月17日 - 7月15日） - 宮沢政次郎 [16]

### 映画
- 限りなく透明に近いブルー（1979年） - ヨシヤマ
- 青春の門 自立篇（1982年） - 河内正和
- 蒲田行進曲（1982年） - ヤス（村岡安治）
- 次郎長青春篇 つっぱり清水港（1982年） - 法印の大五郎
- 時代屋の女房（1983年） - 鈴木健一
- 逃がれの街（1983年） - 沼田
- 迷走地図（1983年） - 大串
- 居酒屋兆治（1983年） - 越智
- 人生劇場（1983年） - 横井安太
- すかんぴんウォーク（1984年） - 河野誠
- 上海バンスキング（1984年） - 弘田真造
- ザ・オーディション（1984年）- 間宮秀丸(映画監督)
- カポネ大いに泣く（1985年） - 乾分・寅吉
- 生きてるうちが花なのよ死んだらそれまでよ党宣言（1985年） - 野呂
- 男はつらいよ 寅次郎恋愛塾（1985年） - 酒田民夫
- 犬死にせしもの（1986年） - 岩テコ
- 蕾の眺め（1986年）
- 白い野望（1986年）
- キネマの天地（1986年） - 小田切
- 映画女優（1987年） - 仲摩仙吉
- 自由な女神たち（1987年）- 半波修司
- 愛はクロスオーバー（1987年） - 多田圭一
- ゴキブリたちの黄昏（1987年）
- 女咲かせます（1987年）- タケ
- 噛む女（1988年） - 山崎光太郎
- オルゴール（1989年） - 峰山
- 死の棘（1990年） - ススム
- バカヤロー!3 へんな奴ら（1990年） - 吉村秀樹
- ツルモク独身寮（1991年） - 田畑重男
- チー公物語 ネズミ小僧のつくりかた世紀末版（1991年）
- 私を抱いてそしてキスして（1992年） - 萩原卓郎
- REX 恐竜物語（1993年） - 盛岡大助
- プロゴルファー織部金次郎（1993年） - 新珠新三郎
- まあだだよ（1993年） - 多田
- 虹の橋（1993年）
- 大阪の章二クン（1994年）
- 怖がる人々（1994年）- 行きずりの客
- プロゴルファー織部金次郎2 パーでいいんだ（1994年） - 新珠新三郎
- 君を忘れない（1995年） - 飛行機整備士
- 眠る男（1996年）
- 汝殺すなかれ（1996年）
- 恋は舞い降りた。（1997年） - 東スポオヤジ
- ズッコケ三人組 怪盗X物語（1998年） - 八谷勝平
- ラブ&ポップ（1998年） - カケガワ
- 友情 Friendship（1998年） - 島崎保
- ラブ・レター（1998年）
- 鉄道員（ぽっぽや）（1999年） - 川口
- はつ恋（2000年） - 会田泰仁
- ざわざわ下北沢（2000年） - 有希の父
- ホワイトアウト（2000年） - 岩崎吉光
- スリ（2000年） - 渡辺
- 日本の黒い夏─冤罪（2001年） - 小田営業部長
- 夜の哀しみ LIVING IN SHADOWS（2001年）
- GO（2001年） - 平田満
- 命（2002年） - 山室医師
- KT（2002年） - 趙勇俊
- 棒たおし!（2003年） - 高山周一郎
- 許されざる者（2003年） - 朝倉時貞
- わたしのグランパ（2003年） - 五代恵一
- 戦場に咲く花（2003年） - 平岡副隊長
- 東京原発（2004年） - 笠岡労働局長
- 北の零年（2005年） - 川久保栄太
- 埋もれ木（2005年）
- 四日間の奇蹟（2005年） - 藤本正造
- 深紅（2005年） - 椎名皓一
- 空を飛んだオッチ（2005年）
- 青いうた〜のど自慢 青春編〜（2006年） - 木村工場長
- チェケラッチョ!!（2006年） - 南風原稔
- バルトの楽園（2006年） - 馬丁宇松
- 怪談新耳袋 ノブヒロさん（2006年） - 島崎信弘（ノブヒロさん）
- ALWAYS 続・三丁目の夕日（2007年） - 鈴木大作
- 青空のルーレット（2007年） - 奥田典之
- クワイエットルームにようこそ（2007年） - 俳優
- Mayuまゆ－ココロの星（2007年）
- ふみ子の海（2007年） - 古川
- 観察 永遠に君を見つめて（2007年） - 名取誠一
- サウスバウンド（2007年） - 校長先生
- 東京少年（2008年） - 唐沢洋二
- 私は貝になりたい（2008年） - 三宅郵便局長
- まぼろしの邪馬台国（2009年） - 宮崎和子の父
- おと・な・り（2009年） - 荒木社長
- アマルフィ 女神の報酬（2009年） - 川越亘外務大臣
- 曲がれ!スプーン（2009年） - 中村康則
- 釣りバカ日誌20 ファイナル（2009年） - 久保克臣
- きな子〜見習い警察犬の物語〜（2010年） - 桜庭崇
- 孤高のメス（2010年） - 島田光治
- 裁判長!ここは懲役4年でどうすか（2010年） - 平原検察官
- FLOWERS -フラワーズ-（2010年） - 宮澤晴夫（2009年）
- わさお（2011年） - 菊谷浩
- 八日目の蟬（2011年） - 沢田雄三
- プリンセス トヨトミ（2011年） - 松平康
- こちら葛飾区亀有公園前派出所 THE MOVIE 〜勝どき橋を封鎖せよ!〜（2011年） - 横田泰三
- 君の好きなうた（2011年） - 長清孝之
- キツツキと雨（2012年） - ゴマ満春
- 臨場・劇場版（2012年） - 浦部謙作
- くちづけ（2013年） - 国村先生
- モーニングセット、牛乳、春（2013年） - 主演・佐々木一郎 [17]
- 今日子と修一の場合（2013年） - 田所肇
- 物置のピアノ（2014年） - 宮本賢一
- 悼む人（2015年） - 坂築鷹彦
- ズタボロ（2015年） - 満
- 家族の日 （2016年、花三） - 鈴木俊
- くも漫。（2017年） - 中川の父 役[18]
- 愚行録（2017年）[19]
- 22年目の告白 -私が殺人犯です-（2017年） - 滝幸宏
- 光（2017年） - 洋一 役[20]
- 星めぐりの町（2018年） - 社長
- 青の帰り道（2018年） - シゲオ
- SHORT TRIAL PROJECT 2018「島のシーグラス」（2019年3月16日） - 主演・神田 [21]
- 五億円のじんせい（2019年）
- Fukushima 50（2020年） - 平山茂
- 浅田家!（2020年） - 浅田章 [22]
- 大河への道（2022年） - 伊能忠敬の測量隊 [23]
- ちひろさん（2023年） - 尾藤 [24]
- 消えない灯り（2023年） - 茉莉の父親[25]
- 湖の女たち（2024年） - 河合勇人[26]
- アンダーニンジャ（2025年） - 主事[27]
- ショウタイムセブン（2025年） - 繁藤（城）大作[28]

### Vシネマ
- スリラーブラウン管（1991年）- トラックドライバー
- ドン松五郎の生活 大追跡（1992年）
- ゆりかちゃん（1996年）
- 代償（2016年10月、hulu） - 吉田肇

### 劇場アニメ
- めくらやなぎと眠る女（2024年7月26日公開） - ケン 役[29]

### インターネットドラマ
- Oh! my PROPOSE （2010年6月26日 - 9月30日 GyaO）
- チェイス 第1章（2017年 - 2018年） - 山崎登
- 日本をゆっくり走ってみたよ　～あの娘のために日本一周～（2017年 - 2018年、Amazonプライム・ビデオ） - 父

### 舞台
- 泣き虫なまいき石川啄木（1986年）[30]
- 洒落男たち〜モダンボーイズ〜（1994年）
- 居残り左平次（1999年）
- ART（1999年）
ART（2001年）※再演
ART（2015年）※再演
- 少年H（1999年）
- 阿修羅城の瞳 BLOOD GETS IN YOUR EYES（2000年）
- 竜馬の妻とその夫と愛人（2000年）
- こんにちは、母さん（2001年）
こんにちは、母さん（2004年）※再演
- 心と意思（2003年）
- 舞い降りた天使（2003円）
- ダモイ（2006年）
- ゆすり（2008年）
- 海をゆく者（2009年）
海をゆく者（2014年）※再演
海をゆく者（2023年・2024年）[31]
- 罪（2010年）
- 家の内臓（2010年）
- 冬の旅（2011年）
- 父よ!（2013年)
- 失望のむこうがわ（2014年）
- 熱海殺人事件（2015年）
- 白蟻の巣（2017年）
- 新ハムレット〜太宰治、シェイクスピアを乗っとる!?〜（2023年）[32]
- ポート・オーソリティ-港湾局-（2024年）[33]
- 妹のこども（2024年）[34]
- ハロルドとモード『HAROLD AND MAUDE』（2024年）[35]
- NOT TALKING（2024年）[36]
- （お）もろい夫婦2025（2025年）[37]
- ザ・ヒューマンズ-人間たち（2025年）[38]
- AFTERPLAY- モスクワにて-（2025年）[39]
- 短編戯曲リーディング三本立て（2025年）[40]
- ala Collectionシリーズ vol.16「ハハキのアミュレット」（2025年公演予定）[41]

### ナレーション
- にっぽん原風景紀行（BSジャパン）
- おはなしのくに 2018年度（第4回）「はなさかじいさん」（2018年5月28日・6月4日、NHK Eテレ）[42]

### オーディオブック
- 泣き童子（著：宮部みゆき、NHKサービスセンター）

### PV
- 前田敦子1stシングル「Flower」（2011年）
- AKB48 25thシングル「GIVE ME FIVE!」（2012年）

### CM
- アサヒビール「アサヒ ミニ樽CM」（1980年）[注釈 3]
- オリンパス（1981年）
- 東京海上日動火災保険（1988年）
- タケダ「アリナミンA」
- NEC「檸檬編」「葡萄編」（1994年）
- 日本団体生命（1999年）- 風間杜夫と共演
- ダイハツ 企業CM 「くらしの真ん中で 父と娘」（2013年） - 安藤サクラと親子役